# José Alberto, el Canario
José Alberto Justiniano Andújar Ramírez (Santo Domingo, 22 de diciembre de 1958), más conocido por su nombre artístico, el Canario, es un cantautor y músico de salsa dominicano.

## Primeros años
José Alberto "El Canario" se mudó a Puerto Rico con su familia en la edad de 7 años, e inspirado por la música latina procedió a pulir su canto en la Academia Militar de Las Antillas. Se trasladó a Nueva York a principios de 1970 y cantó con varias orquestas. Luego recibió atención internacional como el líder de la Típica '73 en octubre de 1977.
José Alberto empezó a armar su propia banda en 1983, y se convirtió en una estrella latina principal después de la grabación de su álbum debut Noches Calientes de 1984. Entre sus éxitos están "Sueño Contigo", "Hoy Quiero Confesar", "Te Voy a Saciar de Mi", "A Gozar", "Es Tu Amor" y "Quieres Ser Mi Amante" (del álbum Sueño Contigo del año 1988 RMM Records); así como "Mis Amores", "Bailemos Otra Vez", "Maniático", "Luna de Miel", "Cierra los Ojos", "Que Muera el Amor", etc. (del álbum Mis Amores del año 1989). Su álbum del año 1991 Dance With Me (que incluye sus éxitos "La Gitana" y "Dance With Me") estableció un estilo nuevo de salsa llamada salsa romántica. Su voz fue ampliamente apreciada por sus fanáticos, dándole el apodo de El Canario (The Canary).
Su éxito continuó el año siguiente (1992): Llegó la Hora, que incluye sus éxitos tales como "Discúlpeme Señora", "Nada Se Compara Contigo", "La Crítica", etc. bajo el sello RMM. 
Su álbum de 1994, De Pueblo y Con Clase, bajo el sello RMM fue otro gran éxito seguido de On Time lanzado en 1995, el álbum incluye varias canciones notables como A La Hora Que Me Llamen Voy. 
El siguiente año (1997), José Alberto "El Canario" inauguró su catálogo tropical. Lanzó Back to the Mambo: Tribute to Machito seguido de varios álbumes de compilación los siguientes años: Serie Cristal: Greatest Hits (1997), Mis Mejores Canciones (1998), Palladium Series (2001) y tres más en 2003; Best, The Best... y Serie 32. 
Grandemente aclamado internacionalmente por su voz única pero más aún por sus improvisaciones, José Alberto ha trabajado con muchos grandes artistas contemporáneos incluyendo a Johnny Rodríguez, Mario Rivera, Nicky Marrero Oscar D'León y Celia Cruz. Sus grabaciones incluyen muchas que han logrado oro y platino gracias al número de discos vendidos.
José Alberto "El Canario" ha disfrutado del éxito en los Estados Unidos y Europa, pero especialmente a través de Latinoamérica, incluido su país nativo República Dominicana, Puerto Rico, Perú, Venezuela, Panamá, Colombia Ecuador y Costa Rica. 
El 24 de mayo de 2008, José Alberto celebró sus 30 años en la industria musical en The United Palace Theater en la Ciudad de Nueva York. Entre los varios invitados especiales estuvieron Oscar D'León, Ismael Miranda, Raulín Rosendo, Joe Arroyo, y el productor de música latina Ralph Mercado.

## Colaboraciones
En julio de 2022 "El Canario" lanzó el video de su más reciente colaboración junto a "La Insuperable" , haciendo una versión contemporánea del "Pata Pata", una canción que popularizó Miriam Makeba a finales de los 60s

## Discografía

### Álbumes
- 1983: Típicamente (Sono Max Records)
- 1984: Canta Canario (Audiorama Records)
- 1988: Sueño Contigo (RMM Records)
- 1989: Mis Amores (RMM Records)
- 1991: Dance With Me (RMM Records)
- 1992: Llegó la Hora (RMM Records)
- 1994: De Pueblo y con Clase (RMM Records)
- 1995: On Time (RMM Records)
- 1997: Back to the Mambo / Tribute to Machito (RMM Records)
- 1999: Herido (Ada Global)
- 2001: Diferente (Universal Records)
- 2004: Then and Now (Pina Records)
- 2011: Original (Los Canarios Records)
- 2014: Romántico y Rumbero (Los Canarios Records)
- 2017: Discúlpeme Señora (UMG Recordings, Inc.)
- 2018: Salsa Con Invitados (Los Canarios Music)
- 2018: A Mí Qué: Tributo a los Clásicos Cubanos (Los Canarios Music)
- 2022: El Maestro Vive Cima! (Los Canarios Music)
- 2022: Las Que no Sonaron (Los Canarios Music)
- 2023: Rodando Por El Mundo (Los Canarios Music)

### Compilaciones
- 1989: Salsa con el Canario (Audiorama Records)
- 1996: Los Maestros de la Salsa (RMM Records)
- 1997: Serie Cristal: Greatest Hits (RMM Records)
- 1998: Mis Mejores Canciones (RMM Records)
- 2001: Palladium Series Vol. 2 (RMM Records)
- 2002: Edición Limitada (RMM Records)
- 2002: Serie 32 (RMM Records)
- 2002: The Best... (Universal Records)
- 2003: Oro Salsero: 20 Éxitos (Universal Records)
- 2004: Then And Now (Pina Reocrds)
- 2004: Serie Top 10 (RMM Records)
- 2006: Pura Salsa (RMM Records)
- 2007: Pura Salsa Live (RMM Records)
- 2007: Aniversario (Sony Records)
- 2007: La Historia... Mis Éxitos (Vene Music)
- 2008: Serie Cinco Estrellas de Oro (Universal Records)
- 2008: The Greatest Salsa Ever (Universal Records)
- 2010: Oro Salsero: 15 Éxitos (Universal Records)
- 2012: Íntimamente Salsero Live (Los Canarios Records)
- 2013: Guayacan Orquesta: 25 Años, 25 Éxitos, 25 Artistas "Yo cambiare por ti" (Sony Music)

## Premios
Otorgado en el Festival de Orquestas del Carnaval de Barranquilla:
| Año  | Premio       | Trabajo nominado                             | Categoría                        | Resultado |
| ---- | ------------ | -------------------------------------------- | -------------------------------- | --------- |
| 2005 | Congo de Oro | José Alberto "El Canario"                    | Salsa                            | Ganador   |
| 2013 | Latin Grammy | Salsa Gigants (intérprete) (varios artistas) | Mejor álbum de salsa             | Ganador   |
| 2015 | Latin Grammy | Tributo a los compadres                      | Mejor Álbum Tropical Tradicional | Ganador   |
| 2018 | Latin Grammy | A Mi Qué - Tributo a los Clásicos Cubanos    | Mejor Álbum Tropical Tradicional | Ganador   |